# قوار سابلي

قوار سابلي (الاسم العلمي:Cyamopsis psoraloides) هي نوع نباتي يتبع جنس القوار من الفصيلة البقولية.